# Stimulation vaginale

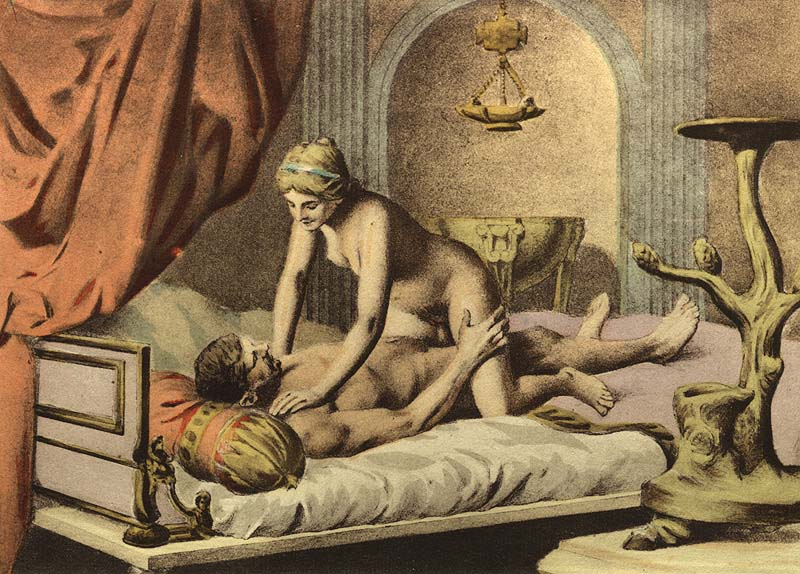
Œuvre du peintre français Paul Avril représentant une femme en position de chevauchement

La stimulation vaginale est une technique sexuelle dans laquelle une femme utilise ses muscles vaginaux pour stimuler le pénis de l'homme,,. 
Les deux partenaires sont stimulés ; la partenaire féminine stimule le pénis de son partenaire masculin grâce aux rythmiques, produits par les muscles pubococcygiens. Cette pratique est meilleure lorsque le partenaire féminin est en position du chevauchement[réf. nécessaire].